# Sydney Haje
Sydney Abrão Haje (Anápolis, 16 de febrero de 1952 – Brasilia, 26 de junio de 2012) fue un médico ortopedista brasileño especialista en las deformidades de la pared torácica y que desarrolló un tratamiento no quirúrgico para las condiciones de tórax en embudo y tórax en quilla.

## Biografía
Vive en Brasilia desde 1969, se graduó de médico en 1976 por la Universidad de Brasilia, realizó su residencia de ortopedia en el Hospital Sarah y completó una especialización en fisiatría.
También fue director médico del Centro Clínico Ortopédico, instructor de Ortopedia Pediátrica y director de educación médica científica y continua de la Asociación Médica de Brasilia (AMBr). Enseñó y dio conferencias en Argentina, el Reino Unido y Turquía.
Murió de un infarto agudo de miocardio a los 60 años. Su trabajo es continuado por su hijo, el médico Davi Haje.

## Carrera
En 1977 desarrolló el «método de remodelación dinámica», un tratamiento de las deformidades de la pared torácica basado en el uso de aparatos de compresión y en asociación con protocolos de ejercicio. Continuó trabajando en su método durante los siguientes 35 años, tratando cerca de 5.000 pacientes. Destacó que aquí hay momentos en los que los pacientes deben ser tratados mejor debido a la disminución de la flexibilidad del tórax durante el curso del desarrollo, los pacientes con tórax en quilla reciben un mejor tratamiento en la infancia y los pacientes con tórax en embudo se tratan mejor en la adolescencia. Dio la primera descripción de un caso de iatrogenia en la deformidad del tórax, debido a la lesión de estas placas de crecimiento; en relación con una operación cardíaca en la que se realizó una esternotomía en el esqueleto inmaduro.
Durante una beca en los Estados Unidos, fue pionero en el estudio de las deformidades del pectus en animales, como un paso hacia la comprensión, prevención y tratamiento de las deformidades. Estos experimentos confirmaron la presencia de placas de crecimiento en el esternón y no, como se describió anteriormente, suturas entre segmentos esternal. En el Hospital para niños Alfred duPont, un instituto ortopédico pediátrico en Wilmington (estado de Delaware), trató a niños y adolescentes con diferentes tipos de deformidades del pectus usando una órtesis de compresor torácico dinámico.
En 1995 puso en marcha un programa de tratamiento que permitía a los pacientes recibir sus ortesis sin costo alguno, en los hospitales públicos de Brasilia. Junto con sus compañeros de trabajo, también investigó el desarrollo de deformidades del pectus en relación con el crecimiento del esternón; utilizando datos de imágenes de resonancia magnética en combinación con datos radiográficos.

## Legado
Después de que el procedimiento de Nuss para el tórax en embudo atrajera la atención mundial sobre la elasticidad y maleabilidad de la pared torácica en los niños, varios grupos (como el del cirujano argentino Marcelo Martínez-Ferro) comenzaron a trabajar con pacientes con tórax en quilla que usaban aparatos de compresión. Hasta ese momento, a excepción de los artículos pioneros de Haje y colaboradores, ningún otro autor médico había apoyado un enfoque no quirúrgico para el tratamiento de estos pacientes.
Con motivo de una conferencia que impartió en la Sociedad Real de Medicina en 2011, el cirujano de columna David Harrison se refirió a él como: «verdaderamente revolucionario y mucho más apropiado, para la forma en que en el que nos gustaría tratar las deformidades del tórax en embudo y en quilla; algo que antes no habíamos podido hacer, destacando también la relevancia psicosocial de estas patologías».
Fue autor de más de 20 publicaciones científicas y recibió siete premios por sus estudios. 